# Борышковцы (Хмельницкая область)
Борышковцы (укр. Боришківці) — село в Каменец-Подольском районе Хмельницкой области Украины.
Население по переписи 2001 года составляло 508 человек. Почтовый индекс — 32318. Занимает площадь 1,412 км².

## Местный совет
32309, Хмельницкая обл., Каменец-Подольский р-н, с. Слободка-Кульчиевецкая